# Szaniec FS-29
Szaniec FS-29 – budowla fortyfikacyjna twierdzy Kraków z 1854 roku, najlepiej zachowana w mieście budowla typu FS (niem. feldschanze – szaniec polowy). Znajduje się na Skałkach Twardowskiego, niedaleko od ul. Tynieckiej.
Szaniec ten wzniesiono podczas rozbudowy pierścienia twierdzy krakowskiej w latach 1854–56 następstwie wojny krymskiej ciągiem standardowych szańców o charakterze półstałym, numerowanych od 1 do 29. Szańce te miały sześcioboczny narys, co przy kącie rozwarcia strzelnic 60° nie pozostawiało pól nie pokrytych ogniem. Uzbrojenie stanowiło 10 dział, po dwa na każdą z trzech linii wału czoła, i po dwa na barki, chroniące międzypola. Tylny odcinek obrysu był włamany do wnętrza dwoma krótkimi wałami, tworzącymi szyję. Przeznaczone były one do użycia broni ręcznej w celu obrony mostu zwodzonego i bramy do fortyfikacji.
Szaniec FS 29 ma bardzo typowy sześciokątny narys, wyróżnia go jedynie fosa kuta w skale. W 1860 dodano mu poprzecznice, a tuż przed I wojną światową – schrony pogotowia z podkopów i blachy falistej. W 1990 szaniec został wpisany do rejestru zabytków pod numerem A-831.

## Szaniec IS-29½
W latach 1888–90 na przedpolu FS 29 wzniesiono uzupełniający szaniec piechoty (infanterieschanze) IS-29½; zachowały się z niego niewielkie pozostałości.